# Cheliomyrmex andicola
Cheliomyrmex andicola är en myrart som beskrevs av Carlo Emery 1894. Cheliomyrmex andicola ingår i släktet Cheliomyrmex och familjen myror. Inga underarter finns listade i Catalogue of Life.

## Bildgalleri

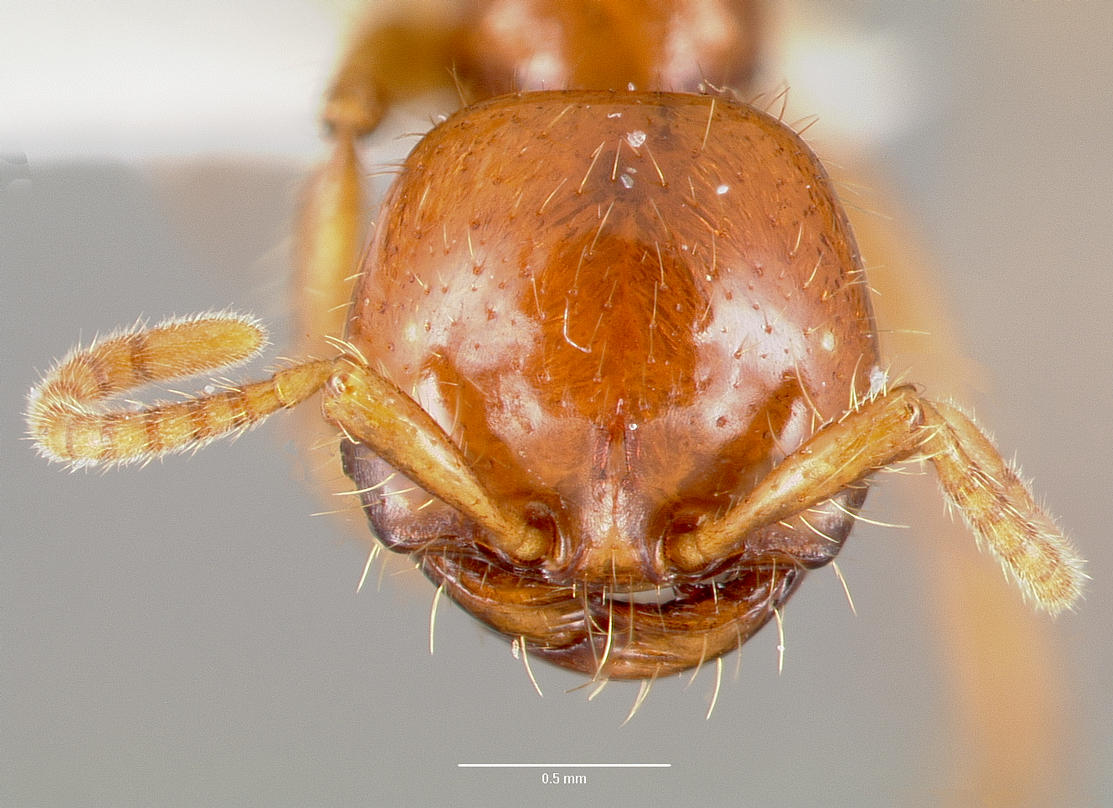